# Javier Gutiérrez (escritor)
Javier Gutiérrez (Madrid, 1974) es un escritor español.

## Biografía
Javier Gutiérrez es licenciado en Economía por la Universidad Complutense de Madrid y ha trabajado como economista y editor. Con Lección de vuelo, su primera novela, consiguió en 2004 el VII premio Ópera Prima de Nuevos Narradores. En 2009 publicó Esto no es una pipa, novela con la que logró el premio Salvador García Aguilar. Además, ha resultado ganador del certamen de narrativa breve José Saramago 2008 y finalista del premio Tiflos de relatos de 2010. En 2012 publicó  Un buen chico, novela de aliento generacional recibida por la crítica como una obra “hipnótica” y “desasosegante”.

## Obras
- Lección de vuelo (Opera Prima, 2005).
- Esto no es una pipa (Aguaclara, 2010).
- Un buen chico (Mondadori, 2012).